# Franciza Bibliotecarul

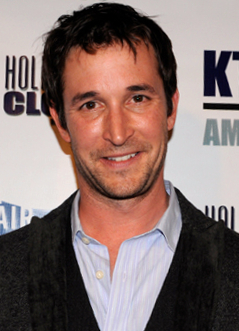
Noah Wyle

Franciza Bibliotecarul este o serie de filme de televiziune cu Noah Wyle în rolul lui Flynn Carsen, un bibliotecar care protejează o colecție secretă de artefacte.

## Lista filmelor
- The Librarian: Quest for the Spear (2004), regia Peter Winther
  - ro. Bibliotecarul: Comoara din spatele cărților

- The Librarian: Return to King Solomon's Mines (2006), regia Jonathan Frakes
  - ro.: Bibliotecarul 2: Întoarcerea la minele Solomon

- The Librarian: The Curse of the Judas Chalice (2008), regia Jonathan Frakes
  - ro. Bibliotecarul 3: Dracula și Pocalul blestemat